# チュシュル県
チュシュル県（チュシュルけん）は中華人民共和国チベット自治区ラサ市の県の一つ。チュシューとも。県政府所在地はチュシュル鎮（曲水鎮）。
県名はチベット語で「流水溝」を意味する。ラサ川の下流、ヤルンツァンポ川中流北岸に位置する。

## 行政区画
2鎮、4郷を管轄：
- 鎮：チュシュル鎮（曲水鎮）、達嘎鎮
- 郷：才納郷、南木郷、聶当郷、茶巴拉郷

## 交通

### 鉄道
- 中国国家鉄路集団
  - ラサ・シガツェ鉄道

（シガツェ方面）- チュシュル県駅 - 協栄駅 -（ラサ方面）

### 道路

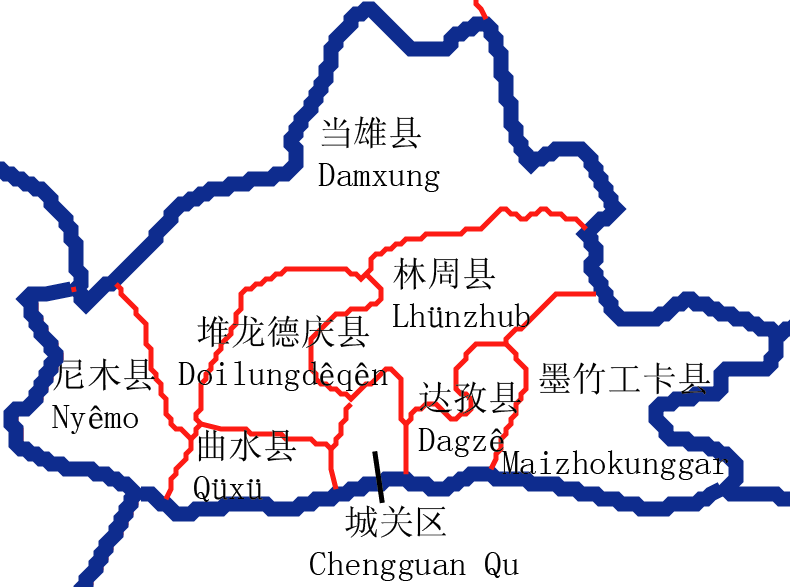
ラサ市の行政区画

- 高速道路
  -  雅葉高速道路（中国語版）
- 国道
  - G318国道